# William Brooke, 10th Baron Cobham
Sir William Brooke, 10. baron Cobham, KG (født d. 1. november 1527, død d. 6. marts 1597),  var en adelsmand, der fungerede som lensgreve for Cobham i Kent og højtstående embedsmand både som medlem af parlamentet i Hythe og som Lord Warden of the Cinque Ports. Selvom han af nogle blev betragtet som en religiøs radikal under Somerset-protektoratet, var han i selskab med dronning Elizabeth I af England i Cobham Hall i 1559, hvilket signallerede accepten af det moderate regime.

## Biografi
William Brooke var søn af George Brooke, 9. baron Cobham (død d. 29. september 1558) og Anne Braye (død d. 1. november 1558). 
I sin ungdom, indtil 1544 gik Brooke på King's School, Canterbury og Queens 'College, Cambridge. Han tilbragte store dele af sin barndom og tidlige ungdom i Europa, blandt andet et besøg til Padua i starten af 1540'erne . I 1545 blev William Brooke gift med Dorothy Neville, der var datter af George Neville, den 5. baron af Bergavenny,  men ægteskabet var ulykkeligt, og de blev separeret på et tidspunkt efter 1553. I slutningen af 1540'erne tjente han militært i det nordlige Frankrig, hvor hans far var ansvarlig for Calais, og i 1549 fulgte han William Pagets ambassade til Bruxelles .
Ligesom sin far sympatiserede Brooke med de anti-marianske adelsmænd; og var blandt andet enige med oprørerne under Wyatts oprør, og hans svoger, Henry Nevill, 6. baron Bergavenny, måtte intervenere for at holde ham ude af fængslet. I 1555 fungerede han som parlamentsmedlem for Rochester . 
I slutningen af 1550'erne udvidede Brookes muligheder inden for en række områder. Hans far døde i 1558, og Brooke efterfulgte ham med titlen baron Cobham . Kort efter døde hans hustru Dorothy efter et par års separation. I 1560 i Whitehall giftede han sig på ny, denne gang med Frances Newton, datter af Sir John Newton, en adelsmand fra Gloucestershire. Brooke blev Warden for Cinque Ports, en stilling, hvor han udøvede stor magt over et stort antal pladser i parlamentet. I 1558 var dronning Elizabeth I blevet kronet, og Brookes nære venskab med William Cecil, 1. baron Burghley, Elizabeths førende rådgiver og betroede, gjorde ham til en magtfuld adelsmand. Cecil, Brooke og en række af deres adelige venners loyalitet til dronningen langt fra sikker. Brooke blev blandt andet idømt nogle måneders husarrest som følge af en meget lille rolle i Ridolfi-plottet . I 1578 sluttede han sig til Francis Walsinghams mislykkede mission til Nederlandene; på denne mission tjente han formodentlig som Cecils agent. I slutningen af 1580'erne hjalp han John Whitgift med at lede efter forfatteren af Martin Marprelate- traktaterne.
Brooke modtog Hosebåndsordenen den 14. april 1585 og blev udnævnt til det statsrådet den 12. februar 1586. Han blev involveret i mindre omfang de begivenheder, der resulterede i Marie, dronningen af Skotlands død. I 1589 blev hans ældste datter Elizabeth gift med William Cecils yngste søn, Robert Cecil, som senere blev gjort til jarl af Salisbury. I starten af 1590'ere havde Brooke fået en mindre aktiv rolle i regeringen, og i 1592 døde hans hustru, Frances. Han efterfulgte Baron Hunsdon, som Lord Chamberlain i august 1596, og beholdte embedet indtil sin død den 6. marts 1597. 
Brooke byggede som familiehjem et palæ i Tudor-stil, Cobham Hall, der forblev i hans familie indtil midten af det 17. århundrede.

## Privatliv
William Brooke giftede sig først med Dorothy Nevill (død d. 22 september 1559), der var datter af George Nevill, 5. baron Bergavenny, med Nevills tredje kone, Lady Mary Stafford, som var datter af Edward Stafford, 3. hertug af Buckingham. Gennem sin far var Dorothy grandkusine til Brookes far, George Brooke. Parret fik en datter, Frances Brooke (født d. 1549), der først giftede sig med Thomas Coppinger (1546-1580) og derefter Edward Becher (født c.1545). 
I sit andet ægteskab giftede han sig med Frances Newton, der var datter af Sir John Newton og Margaret Poyntz. Dette forhold resulterede i fire sønner og tre døtre.
- Sir Maximilian Brooke (4. december 1560 - juli 1583), [11] [12] parrets ældste søn og arving, der døde inden sin far og uden arvinger.[13]
- Henry Brooke, 11. baron Cobham (22. november 1564 - 24. januar 1619), [14] som blev gift med Lady Frances Howard (1566 - juli 1628), der var datter af Charles Howard, 1. jarl af Nottingham, enke efter Henry FitzGerald, jarl af Kildare. Parret fik ingen børn.[15]
- Sir William Brooke (11. december 1565 - 1597) [16] [15] Medlem af parlamentet der blev dræbt i duel.
- Sir George Brooke (17. april 1568 - 5. december 1603), [17] [18] der først giftede sig med Elizabeth Burgh (død ca. 1637), den ældste datter og medarving af Thomas Burgh, 3. baron Burgh (d. 14. oktober 1597).[19] Parret fik en søn, William Brooke (1601–1643), og to døtre, Elizabeth Brooke og Frances Brooke. [15]
- Elizabeth Brooke (12. januar 1562 - 24. januar 1597), [20] [21] der blev gift med Robert Cecil, 1. jarl af Salisbury. Parret fik børn. [15]
- Frances Brooke (født 12. januar 1562), [20] der først giftede sig med John Stourton, 9. baron Stourton (1553–1588), [22] og herefter med, Sir Edward More (1555-1623). [15]
- Margaret Brooke (2. juni 1563 - 1621), [20] [15] der giftede sig med Sir Thomas Sondes af Throwley, Kent (1544–1593), med hvem hun havde en datter, Frances Sondes (1592 – c .1634), som giftede sig med Sir John Leveson (d.1613).

Parrets yngste datter Margaret Brooke var gift med Sir Thomas Sondes, der blev overbevist om, at hendes datter Frances ikke var hans barn, hvorfor han straffede Margaret økonomisk. Da Sonders døde et par måneder senere, valgte hans bror og arving, Sir Michael Sondes, at genetablere hendes økonomiske støtte som enke, men Sondes-familien anerkendte aldrig hendes datter Frances; og Margaret og Frances vendte tilbage til Cobham Hall. Før han døde i 1597 fik William Brooke sin anden søn Henry til at love at tage sig af sin datter Margaret, og hun og hendes datter forblev i Cobham Hall alene efter hans død. På en ukendt dato blev Margaret svært psykisk syg. Der er intet kendt om hendes sygdomsforløb bortset fra at doktor John Dee blev kaldt ind d. 4. November 1602, og mente at hun var besat af en djævel eller lignende, og det faktum, at 'den gale Lady Sondes' døde i 1621 i en alder af syvoghalvtreds. Hendes datter Frances havde to døtre med Sir John Leveson, Christian og Frances.  Efter Sir John Levesons død giftede Frances sig med Thomas Savile, som senere blev jarl af Sussex. Parret fik ingen børn. 